# 马世昌
马世昌（1937年8月—），江苏江都人。中华人民共和国政治人物。

## 生平
1974年任二机部华东地勘局二六七大队党委书记。1979年任二机部华东地勘局党委副书记兼纪律检查委员会书记。1985年，任中共江西省纪律检查委员会副书记。1987年任中共江西省委秘书长。1988年任江西省委常委、秘书长兼省直工委书记。1989年后，任中共江西省委常委、秘书长，南昌市委书记兼南昌军分区第一书记。1992年4月任中共江西省委常委、省纪律检查委员会书记。同年10月在中国共产党第十四次全国代表大会上当选为中央纪律检查委员会委员。1995年，在中共十四大上当选为中纪委委员，1997年9月连任中纪委委员。